# Báetán mac Ninneda
Báetán mac Ninneda (morto em 586) foi um rei irlandês dos Cenél Conaill, um ramo dos Uí Néill do norte. Era filho de Ninnid mac Duach (floresceu 561-563) e bisneto de Conall Gulban (morto em 464). Era integrante dos Cenél nDuach, um ramo dos Cenél Conaill. É considerado Rei de Tara por algumas fontes.
O título de Rei de Tara se alternava entre os ramos dos Cenél nEógain e dos Cenél Conaill no final do século VI. É difícil separar o reinado de Báetán do de seu primo mais jovem Áed mac Ainmuirech (morto em 598). Vários períodos de tempo são dados para o reinado de Áed nas listas de reis, sendo que todas elas colocam o início do seu reinado, antes da morte de Báetán. Os dois reis são omitidos na Baile Chuinn, a lista mais antiga de rei irlandês do final do século VII, mas este foi, provavelmente, um documento partidário. É possível que Báetán não fosse realmente o grande rei, mas foi-lhe dado esta posição pelos historiadores para explicar o governo de Báetán mac Cairill (morto em 581) dos Dál Fiatach de Ulster como grande rei. As listas de reis apenas atribuiem-lhe um reinado de um ano. Se Báetán foi rei de Tara ou não, o poder real efetivo entre os Uí Néill do norte, a partir de 572 foi de Áed mac Ainmuirech.
Sua morte é registrada nos anais em 586, quando foi morto em Léim in Eich, por instigação de Colmán Bec (morto em 587), o rei de Uisnech dos Uíl Néill do sul, que era candidato ao posto de grande rei. Os anais dão-lhe o título de Rei de Tara.